# Ріс Мак-Кленаган
Ріс Мак-Кленаган (англ. Rhys McClenaghan; нар. 21 липня 1999, Антрім, Північна Ірландія) — ірландський гімнаст. Спеціаліст у вправах на коні. Учасник Олімпійських ігор в Токіо. Перший в історії Ірландії бронзовий призер чемпіонату світу та чемпіон Європи зі спортивної гімнастики. Гімнаст 2017 та 2018 років в Ірландії.

## Біографія
З понеділка по п'ятницю проживає та тренується в Дубліні, Ірландія, а вихідні проводить з родиною у Ньютаунардс, Північна Ірландія.

## Спортивна кар'єра
Спортивною гімнастикою почав займатися у шестирічному віці в гімнастичному клубі Ратгаєля в Бангорі (Північна Ірландія). З 2014 року тренується у Люка Карсона в Дубліні, Ірландія.

### 2016
На чемпіонаті Європи серед юніорів здобув срібну нагороду у вправі на коні.

### 2017
Дебютував на дорослому рівні на кубку світу в Баку, Азербайджан, де продемонстрував десятий результат у вправах на коні та був двадцятим у вправі на паралельних брусах.
На чемпіонаті світу, що проходив у жовтні в Монреалі, у кваліфікації продемонстрував 14 місце у вправах на коні, що не дозволило кваліфікуватися до фінальної стадії змагань.

### 2018
У квітні на Іграх Співдружності здобув сенсаційну перемогу у вправі на коні, здолавши олімпійського чемпіона Макса Вітлока. Здобуте золото стало першою в історії Ірландії нагородою в спортивній гімнастиці на Іграх Співдружності.
За чотири місяці на чемпіонаті Європи вдруге поспіль зміг випередити Макса Вітлока та здобути перемогу континентальної першості.
Через травму плеча невдало виступив на чемпіонаті світу в Досі, Катар, де зі 113 місцем в кваліфікації не зміг відібратися до фіналу вправи на коні.
У листопаді переніс операцію на плечі.

### 2019
На чемпіонаті світу в Штутгарті, Німеччина, виборов бронзову нагороду, що стала першою в історії Ірландії нагородою чемпіонатів світу зі спортивної гімнастики, та здобув особисту ліцензію на Олімпійські ігри в Токіо. 

### 2020
Через пандемію коронавірусу не брав участі у міжнародних змаганнях.

### 2021
За день до вильоту на чемпіонат Європи у Базелі, Швейцарія, отримав травму хряща на зап'ястку. Проконсультувавшись з лікарями та через відсутність змагальної практики протягом 18 місяців, вирішив, що не завдасть значної шкоди організму, тому взяв участь у змаганнях. З найкращим результатом у 14,766 балів вийшов до фіналу вправи на коні, однак через падіння завершив змагання п'ятим.

## Результати на турнірах
| Рік  | Змагання                 | КБ | ІБ | Вільні вправи | Кінь | Кільця | Опорний стрибок | Паралельні бруси | Перекладина |
| ---- | ------------------------ | -- | -- | ------------- | ---- | ------ | --------------- | ---------------- | ----------- |
| 2017 | Кубок світу в Баку       |    |    |               | 10   |        |                 | 20               |             |
| 2017 | Кубок світу в Осієці     |    |    |               | 1    |        |                 |                  |             |
| 2017 | Чемпіонат світу          |    |    |               | 14   |        |                 |                  |             |
| 2018 | Ігри Співдружності       |    |    |               | 1    |        |                 |                  |             |
| 2018 | Чемпіонат Європи         |    |    |               | 1    |        |                 |                  |             |
| 2018 | Кубок світу в Досі       |    |    |               | 4    |        |                 |                  |             |
| 2018 | Кубок виклику в Мерсіні  |    |    |               | 1    |        |                 |                  |             |
| 2018 | Чемпіонат світу          |    |    |               | 113  |        |                 |                  |             |
| 2019 | Кубок виклику в Чжаоціні |    |    |               | 2    |        |                 |                  |             |
| 2019 | Кубок виклику в Копері   |    |    |               | 1    |        |                 |                  |             |
| 2019 | Кубок виклику в Парижі   |    |    |               | 9    |        |                 |                  |             |
| 2019 | Чемпіонат світу          |    |    |               | 3    |        |                 |                  |             |
| 2021 | Чемпіонат Європи         |    |    |               | 5    |        |                 |                  |             |
| 2021 | Олімпійські ігри         |    |    |               | 7    |        |                 |                  |             |
| 2022 | Кубок світу в Досі       |    |    |               | 2    |        |                 |                  |             |
| 2022 | Кубок світу в Каїрі      |    |    |               | 1    |        |                 |                  |             |
| 2022 | Кубок світу в Баку       |    |    |               | 13   |        |                 |                  |             |
| 2022 | Чемпіонат Європи         |    |    |               | 9    |        |                 |                  |             |
| 2022 | Ігри Співдружності       |    |    |               | 2    |        |                 |                  |             |
| 2022 | Кубок виклику в Парижі   |    |    |               | 1    |        |                 |                  |             |
| 2022 | Чемпіонат світу          |    |    |               | 1    |        |                 |                  |             |
| 2023 | Кубок світу в Котбусі    |    |    |               | 5    |        |                 |                  |             |
| 2023 | Кубок світу в Досі       |    |    |               | 2    |        |                 |                  |             |
| 2023 | Кубок світу в Баку       |    |    |               | 2    |        |                 |                  |             |
| 2023 | Чемпіонат Європи         |    |    |               | 1    |        |                 |                  |             |
| 2023 | Чемпіонат світу          |    |    |               | 1    |        |                 |                  |             |
| 2024 | Чемпіонат Європи         |    |    |               | 1    |        |                 |                  |             |
| 2024 | Олімпійські ігри         |    |    |               | 1    |        |                 |                  |             |